# ثاناسيس بابازوجلو (لاعب كرة قدم)
ثاناسيس بابازوجلو (باليونانية: Θανάσης Παπάζογλου)‏ هو لاعب كرة قدم يوناني، ولد في 1953، وتوفي في 6 يناير 2021. لعب مع أريس تسالونيكي.

## وصلات خارجية
- ثاناسيس بابازوجلو (لاعب كرة قدم) على موقع قاعدة بيانات كرة القدم.إي يو (الإنجليزية)
- ثاناسيس بابازوجلو (لاعب كرة قدم) على موقع ناشيونال فوتبول تيمز (الإنجليزية)
- ثاناسيس بابازوجلو (لاعب كرة قدم) على موقع عالم كرة القدم.نت (الإنجليزية)